# Licuan-Baay
Licuan-Baay (Licuan) ist eine philippinische Stadtgemeinde in der Provinz Abra. Sie hat 4689 Einwohner (Zensus 2015).

## Baranggays
Licuan-Baay ist politisch unterteilt in elf Baranggays.
| - Bonglo (Patagui) - Bulbulala - Cawayan - Domenglay | - Lenneng - Mapisla - Mogao - Nalbuan | - Poblacion - Subagan - Tumalip |